# Jurnalul de la Tescani
Jurnalul de la Tescani este o carte a intelectualului Andrei Pleșu, scrisă ca urmare a experienței pe care a trăit-o la Tescani (în județul Bacău).